# Four Feather Falls
 (novembre 2020).
Four Feather Falls est une série télévisée britannique en 39 épisodes de 15 minutes, créée par Gerry Anderson et diffusée entre le 25 février et le 17 novembre 1960 sur ATV.
La série est inédite dans tous les pays francophones.

## Synopsis
Le shériff Tex Tucker veille à la sécurité des habitants de la ville de Four Feather Falls avec son chien Rusty et son cheval Rocky.

## Distribution (voix originales)
- Nicholas Parsons et Michael Holliday : Shériff Tex Tucker / Dan Morse
- Kenneth Connor : Dusty le chien / Pedro / Rocky le cheval / Grand Chef Kalamakooya / Doc Haggerty
- David Graham : Granpa Ebenezer Twink / Fernando / Bill Asher / Red Scalp
- Denise Bryer : Little Jake / Makooya / Ma Jones

## Épisodes
1. How It Began
2. Trouble at Yellow Gulch
3. The Phantom Horseman
4. Pedro Has a Plan
5. Sheriff for a Day
6. Indian Attack
7. A Close Shave
8. Pedro's Pardon
9. The Toughest Guy in the West
10. Gunrunners
11. Jailbreak
12. Trapped
13. Dusty Becomes Deputy
14. A Lawman Rides Alone
15. Buffalo Rocky
16. Gunplay
17. Escort
18. A Little Bit of Luck
19. The Best Laid Plans
20. The Ma Jones Story
21. Election Day
22. Gunfight on Main Street
23. Ghost of a Chance
24. Once a Lawman
25. Land Grabbers
26. A Cure for Everything
27. Bandits Abroad
28. Safe as Houses
29. Gold is Where you Find it
30. Gold Diggers
31. First Train Through
32. A Bad Name
33. Kidnapped
34. Teething Troubles
35. Fancy Shooting
36. Ride'Em Cowboy
37. Ambush
38. Horse Thieves
39. Happy Birthday

## DVD
- Royaume-Uni :

La série est sorti en Grande Bretagne chez Network.
- Four Feather Falls The Complete Series (Coffret 3 DVD) (39 épisodes) sorti le 11 mai 2009. L'écran est en 1.33:1 plein écran 4:3 en audio anglais mono sans sous-titres. En suppléments : commentaires audio de Gerry Anderson sur deux épisodes, les coulisses de la série avec les chansons, Vidéos d'époque de Barry Gray, 5 spots tv présentés par les personnages. Il s'agit d'une édition Zone 2 Pal. (ASIN B001NPKR9A)
- Four Feather Falls The Complete Series (Coffret 3 DVD) (39 épisodes) sorti le 9 mai 2005. Le contenu est identique à l'édition de 2009. Il s'agit d'une édition Zone 2 Pal. (ASIN B0009HJCOE)